# I'm Going to Do What I Wanna Do: Live at My Father's Place 1978
I'm Going to Do What I Wanna Do je koncertní album Captaina Beefhearta. Skupina Magic Band v čele s Beefheartem toto album nahrála 18. listopadu 1978 a vyšlo až 18. září 2000 u Rhino Records. Záznam pochází z klubu My Father's Place v newyorském Roslynu.

## Seznam skladeb
| Pořadí | Název                                | Délka |
| ------ | ------------------------------------ | ----- |
| 1.     | Tropical Hot Dog Night               | 4:36  |
| 2.     | Nowadays a Woman's Gotta Hit a Man   | 5:07  |
| 3.     | Owed t'Alex                          | 5:20  |
| 4.     | Dropout Boogie                       | 3:13  |
| 5.     | Harry Irene                          | 3:46  |
| 6.     | Abba Zaba                            | 3:44  |
| 7.     | Her Eyes Are a Blue Million Miles    | 4:12  |
| 8.     | Old Fart at Play                     | 2:26  |
| 9.     | Well                                 | 3:35  |
| 10.    | Ice Rose                             | 3:56  |
| 11.    | Moonlight on Vermont                 | 3:52  |
| 12.    | The Floppy Boot Stomp                | 4:18  |
| 13.    | You Know You're a Man                | 3:26  |
| 14.    | Bat Chain Puller                     | 5:55  |
| 15.    | Apes-Ma                              | 0:46  |
| 16.    | When I See Mommy I Feel Like a Mummy | 6:04  |
| 17.    | Veteran's Day Poppy                  | 9:11  |
| 18.    | Safe as Milk                         | 5:19  |
| 19.    | Suction Prints                       | 4:41  |

## Sestava
- Don Van Vliet – zpěv, tenorsaxofon, sopránsaxofon, harmonika
- Richard Redus – kytara, slide kytara, akordeon
- Jeff Moris Tepper – kytara, slide kytara
- Bruce Fowler – pozoun
- Eric Drew Feldman – baskytara, klávesy, syntezátor
- Robert Williams – bicí, perkuse